# Ryan McGarvey

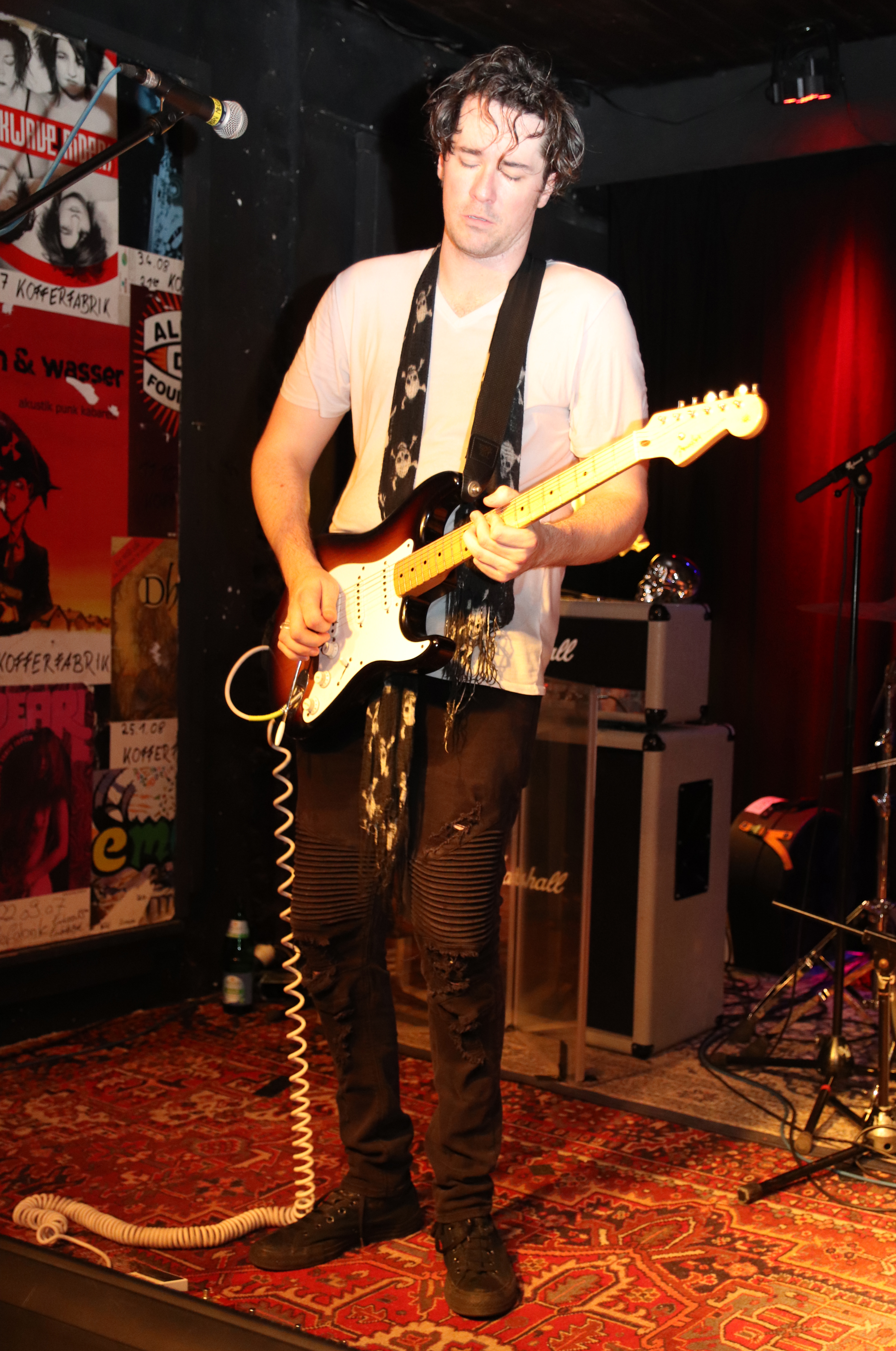
Ryan McCarvey in der Kofferfabrik (Fürth), 2018

Ryan McGarvey (* 30. Oktober 1986 in Albuquerque, New Mexico) ist ein US-amerikanischer Blues- und Bluesrock-Gitarrist, Sänger und Komponist.

## Stil
Zu Ryans wichtigsten Einflüssen zählen die Top-Gitarristen des Genres wie Joe Bonamassa, Jimi Hendrix und Stevie Ray Vaughan. Sein Gitarrenspiel ist markant und versiert, seine Riffs pendeln zwischen episch, brachial, groovig und Emotionalität. Seine Stimme ist rau und packend. Ryan Mcgarvey stand bereits mit zahlreichen renommierten Kollegen für Jamsessions auf der Bühne, z. B. mit Joe Bonamassa, Blue Öyster Cult, Warren Hayne’s Gov’t Mule, Buddy Guy, Joe Ely oder den Fabulous Thunderbirds. Er gewann 2010 den renommierten „Crossroads Guitar Festival“ Wettbewerb von Eric Clapton, wo er sich gegen 4.000 Konkurrenten durchsetzte.
2015 gewann er den European Blues Award in der Kategorie bester Gitarrist.

## Auszeichnungen
- 2006 Guitarmaggeddon Champion Of NM (Guitar Center)
- 2007 NM Music Award Winner (Blues Song Of The Year)
- 2007 Blues Act Of The Year (The Weekly Alibi)
- 2008 Blues Act Of The Year (The Weekly Alibi)
- 2008 Best Musician (Albuquerque The Magazine)
- 2009 Best Guitarist Of The Year (The Weekly Alibi)
- 2009 Blues Act Of The Year (The Weekly Alibi)
- 2010 Blues Act Of The Year (The Weekly Alibi)
- 2010 Best Musician (Albuquerque The Magazine)
- 2010 Ernie Ball Play Crossroads Winner (Eric Clapton’s Crossroads)
- 2011 Best Vocalist (Albuquerque The Magazine)
- 2012 Best Blues (Local I.Q. Magazine)
- 2012 Best Musician (Albuquerque The Magazine)
- 2013 Best New Talent (Guitar Player Magazine)
- 2014 Best Guitarist (European Blues Awards)[3]

## Diskographie
- 2007: "Forward in Reverse"
- 2012: "Redefined"
- 2014: "The Road Chosen"
- 2018: "Live At Swinghouse"
- 2018: "Heavy Hearted"